# Imagen
Imagen — це серія моделей текст-у-зображення, розроблених Google DeepMind. Спочатку їх створювала команда Google Brain, доки в квітні 2023 року не відбулося злиття з DeepMind. Imagen використовується для створення зображень на основі текстових описів, подібно до Stability AI з їхньою Stable Diffusion, OpenAI з DALL-E чи Midjourney.
Перша версія моделі була представлена в науковій статті у травні 2022 року. Цей інструмент створює високоякісні зображення і доступний усім користувачам з обліковим записом Google через сервіси, такі як Gemini, ImageFX та Vertex AI.

## Історія
Першу версію Imagen було представлено в науковій статті у травні 2022 року. Вона вражала здатністю створювати реалістичні зображення з текстових описів. Друга версія, Imagen 2, вийшла в грудні 2023 року. Її ключовою особливістю стала можливість генерувати текст і логотипи. Imagen 3 з'явилася в серпні 2024 року. Google стверджує, що ця версія забезпечує кращу деталізацію та освітлення зображень. 20 травня 2025 року на Google I/O 2025 компанія представила вдосконалену модель Imagen 4.

## Технологія
Imagen використовує дві ключові технології. Перша — це трансформери, зокрема T5, для розуміння тексту та його кодування для створення зображень. Друга — каскадні дифузійні моделі, які забезпечують високу якість зображень. Процес створення відбувається у три етапи: від базового розміру 64×64 до масштабування до 256×256 і 1024×1024.

## Можливості
Imagen здатна створювати фотореалістичні зображення з текстових описів. Вона підтримує різні стилі, як-от кінематографічний, плівка 35 мм, ілюстрація чи сюрреалізм. Як і більшість моделей ШІ для генерації зображень, Imagen має труднощі з відтворенням людських пальців, тексту, амбіграм та інших видів типографіки.
Модель підтримує п'ять співвідношень сторін: 9:16, 3:4, 1:1, 4:3 та 16:9. Imagen також може вдосконалювати вже створені зображення шляхом редагування текстових описів.